# A Randy Cunningham: Kilencedikes nindzsa epizódjainak listája
Ez a lap a Randy Cunningham: Kilencedikes nindzsa című amerikai televíziós sorozat epizódjait tartalmazza.

## Évados áttekintés
| Évad | Évad | Epizódok | Eredeti sugárzás    | Eredeti sugárzás | Magyar sugárzás    | Magyar sugárzás  |
| Évad | Évad | Epizódok | Évadpremier         | Évadfinálé       | Évadpremier        | Évadfinálé       |
| ---- | ---- | -------- | ------------------- | ---------------- | ------------------ | ---------------- |
|      | 1    | 26       | 2012. augusztus 13. | 2014. február 8. | 2014. június 14.   | 2015. július 10. |
|      | 2    | 26       | 2014. július 19.    | 2015. július 27. | 2016. december 21. | TBA              |

## Epizódok

### 1. évad
| #  | Eredeti cím                                  | Magyar cím                                     | Eredeti premier      | Magyar premier       |
| -- | -------------------------------------------- | ---------------------------------------------- | -------------------- | -------------------- |
| 1  | Last Stall On the Left                       | Balra az utolsó ajtó                           | 2012. augusztus 13.  | 2014. június 14.     |
| 1  | Got Stank                                    | Triangulum                                     | 2012. szeptember 17. | 2014. június 14.     |
| 2  | McFists of Fury                              | Fúria McFist                                   | 2012. szeptember 19. | 2014. július 5.      |
| 2  | Viva El Nomicon                              | Viva El Nomicon                                | 2012. október 16.    | 2014. július 5.      |
| 3  | Gossip Boy                                   | Lepcses száj                                   | 2012. szeptember 20. | 2014. június 21.     |
| 3  | The Tale of the Golden Doctor's Note         | Az arany orvos feljegyzései                    | 2012. szeptember 27. | 2014. június 21.     |
| 4  | House of 1,000 Boogers                       | Az ezer fika háza                              | 2012. szeptember 24. | 2014. június 28.     |
| 4  | Attack of the Killer Potatoes                | A gyilkos krumplik támadása                    | 2012. szeptember 26. | 2014. június 28.     |
| 5  | Monster Dump                                 | Szörny remető                                  | 2012. szeptember 25. | 2014. augusztus 5.   |
| 5  | So U Think U Can Stank                       | Mutasd meg, mit érsz!                          | 2012. szeptember 18. | 2014. augusztus 6.   |
| 6  | 30 Seconds to Math                           | Fél perc matek                                 | 2012. október 17.    | 2014. július 12.     |
| 6  | Monster Drill                                | Szörny riadó                                   | 2012. október 18.    | 2014. július 26.     |
| 7  | Dawn of the Driscoll                         | Driscoll alkonyat                              | 2012. október 15.    | 2014. július 19.     |
| 7  | Night of the Living McFizzles                | Az élő McFizzles éjszakája                     | 2012. október 15.    | 2014. július 19.     |
| 8  | Stank'd to the Future                        | Bűzzel a jövőbe                                | 2013. március 4.     | 2014. szeptember 17. |
| 8  | Wave Slayers                                 | Hullámtörők                                    | 2013. március 4.     | 2014. szeptember 18. |
| 9  | Sword Quest                                  | Kard küldetés                                  | 2013. március 11.    | 2014. szeptember 19. |
| 9  | Nukid on the Block                           | Új fiú a placcon                               | 2013. március 11.    | 2014. szeptember 22. |
| 10 | Weinerman Up                                 | Weinerman fel!                                 | 2013. március 18.    | 2014. szeptember 23. |
| 10 | Evil Spirit Week                             | Ádáz szellemek hete                            | 2013. március 18.    | 2014. szeptember 24. |
| 11 | Der Monster Klub                             | Der Szörny Klub                                | 2013. március 25.    | 2014. szeptember 25. |
| 11 | Grave Puncher: the Movie!                    | Sírütő: A film                                 | 2013. március 25.    | 2014. szeptember 26. |
| 12 | Escape from Detention Island                 | Menekülés a Büntetés-szigetről                 | 2013. június 29.     | 2014. szeptember 29. |
| 12 | Bash Johnson: 11th Grade Ninja               | Bash Johnson, tizenegyedikes ninja             | 2013. június 29.     | 2014. szeptember 30. |
| 13 | Shoob Tube                                   | Dili-vízió                                     | 2013. július 6.      | 2014. október 1.     |
| 13 | Stanks Like Teen Spirit                      | Bűzlik, mint a kamasz lélek                    | 2013. július 6.      | 2014. október 2.     |
| 14 | Raiders of the Last Nomicon                  | Az elveszett Nomicon lovasai                   | 2013. július 13.     | 2014. október 5.     |
| 14 | Rise of the Planet of the Robo-Apes          | A robo-majmok bolygójának hajnala              | 2013. július 13.     | 2014. október 5.     |
| 15 | Secret Stache                                | Titkos bajusz                                  | 2013. július 20.     | 2015. január 11.     |
| 15 | Hip Hopocalypse Now                          | Hiphopokalipszis most                          | 2013. július 20.     | 2015. január 11.     |
| 16 | Silent Punch, Deadly Punch                   | Néma ütés, halálos ütés                        | 2012. december 3.    | 2014. szeptember 15. |
| 16 | Ninja Camp                                   | Ninjatábor                                     | 2013. július 27.     | 2014. szeptember 16. |
| 17 | Sorcerer in Love                             | A szerelmes mágus                              | 2013. november 9.    | 2015. július 1.      |
| 17 | Pranks for Nothing                           | Átverés a semmiért                             | 2013. november 18.   | 2015. július 1.      |
| 18 | McFear Factor                                | McFélelem Faktor                               | 2013. augusztus 26.  | 2015. július 2.      |
| 18 | Randy Cunningham and the Sorcerer's Key      | Randy Cunningham és a mágus kulcsa             | 2013. október 5.     | 2015. július 2.      |
| 19 | The Ninja Identity                           | A Ninja kiléte                                 | 2013. október 12.    | 2015. július 3.      |
| 19 | The Ninja Supremacy                          | A Ninja felsőbbség                             | 2013. október 12.    | 2015. július 3.      |
| 20 | Enter The Nomicon                            | Lépj be a Nomiconba                            | 2013. október 19.    | 2015. július 4.      |
| 20 | Swampy Seconds                               | Mocsaras másodpercek                           | 2013. október 19.    | 2015. július 4.      |
| 21 | McSatchlé                                    | McTatyó                                        | 2013. október 26.    | 2015. július 5.      |
| 21 | Fart-Topia                                   | Fing-tópia                                     | 2013. október 26.    | 2015. július 5.      |
| 22 | McHugger Games                               | A McHugger játékok                             | 2013. november 2.    | 2015. július 6.      |
| 22 | McFreaks                                     | McFurák                                        | 2013. november 2.    | 2015. július 6.      |
| 23 | Lucious O'Thunderpunch                       | Lucious O'Villámcsapás                         | 2014. január 18.     | 2015. július 7.      |
| 23 | Bring me the Head of Ranginald Bagel         | Hozd el nekem Ranginald Bagel fejét!           | 2014. január 18.     | 2015. július 7.      |
| 24 | Weinerman Tested, Cunningham Aproved         | Weinerman látott, Cunningham győzött           | 2014. január 25.     | 2015. július 8.      |
| 24 | Sorcerer in Love 2: Sorceress's Revenge      | A mágus szerelme 2: a mágusnő visszavág        | 2014. január 25.     | 2015. július 8.      |
| 25 | McOne Armed and Dangerous                    | McFélkarú és veszélyes                         | 2014. február 1.     | 2015. július 9.      |
| 25 | Shloomp! There It Is!                        | Skubi! Hát ott van!                            | 2014. február 1.     | 2015. július 9.      |
| 26 | Randy Cunningham: 13th Century Ninja, Part 1 | Randy Cunningham: XIII. századi ninja, 1. rész | 2014. február 8.     | 2015. július 10.     |
| 26 | Randy Cunningham: 13th Century Ninja, Part 2 | Randy Cunningham: XIII. századi ninja, 2. rész | 2014. február 8.     | 2015. július 10.     |

### 2. évad
| #   | Eredeti cím                             | Magyar cím                        | Rendezte                           | Írta                                                    | Eredeti premier      | Magyar premier     |
| --- | --------------------------------------- | --------------------------------- | ---------------------------------- | ------------------------------------------------------- | -------------------- | ------------------ |
| 1.  | On the Poolfront                        |                                   | Stephanie Arnett                   | David Shayne                                            | 2014. július 19.     |                    |
| 1.  | Flume-Igation                           |                                   | Sean Petrilak                      | Russ McGarry és Arthur Pielli                           | 2014. július 19.     |                    |
| 2.  | Welcome Back Catfish                    |                                   | Joshua Taback                      | Jed Elinoff és Scott Thomas                             | 2014. szeptember 29. |                    |
| 2.  | All the Juice that's Fish to Swim       |                                   | Stephanie Arnett                   | Jim Martin és Russ McGarry                              | 2014. szeptember 29. |                    |
| 3.  | Julian's Birthday Surprise              |                                   | Sean Petrilak                      | Jim Martin                                              | 2014. szeptember 30. |                    |
| 3.  | True Bromance                           |                                   | Joshua Taback                      | Hugh Webber                                             | 2014. szeptember 30. |                    |
| 4.  | Unstank My Hart                         |                                   | Joshua Taback                      | Hugh Webber, Jed Elinoff, és Scott Thomas               | 2014. október 1.     |                    |
| 4.  | Whoopee 2: The Wrath of Whoopee 2       |                                   | Stephanie Arnett                   | Jim Martin, Jed Elinoff, és Scott Thomas                | 2014. október 1.     |                    |
| 5.  | M-m-my Bologna                          |                                   | Sean Petrilak                      | Russ McGarry                                            | 2014. október 2.     |                    |
| 5.  | Everybody Ninj-along                    |                                   | Joshua Taback                      | Jim Martin és Hugh Webber                               | 2014. október 2.     |                    |
| 6.  | Fudge Factory                           |                                   | Stephanie Arnett                   | Jim Martin és Russ McGarry                              | 2014. október 3.     |                    |
| 6.  | Best Buds                               |                                   | Sean Petrilak                      | Russ McGarry, David Shayne, és Hugh Webber              | 2014. október 3.     |                    |
| 7.  | Otto Know Better                        |                                   | Joshua Taback                      | Jim Martin és Hugh Webber                               | 2014. október 10.    |                    |
| 7.  | Brolateral Damage                       |                                   | Stephanie Arnett                   | David Shayne                                            | 2014. október 10.    |                    |
| 8.  | Let the Wonk One In                     |                                   | Joshua Taback                      | Hugh Webber, Jed Elinoff, és Scott Thomas               | 2014. október 17.    |                    |
| 8.  | The Curse of Mudfart                    |                                   | Sean Petrilak                      | Russ McGarry, Jed Elinoff, és Scott Thomas              | 2014. október 17.    |                    |
| 9.  | Shoot first, Ask Questions Laser        |                                   | Joshua Taback                      | David Shayne                                            | 2014. november 27.   |                    |
| 9.  | Ninjception                             |                                   | Stephanie Arnett                   | Jim Martin és Russ McGarry                              | 2014. november 27.   |                    |
| 10. | Happy Hanukkah, Howard Weinerman        | Boldog Hanukát, Howard Weinerman! | Sean Petrilak                      | David Shayne, Jed Elinoff, és Scott Thomas              | 2014. december 3.    | 2016. december 21. |
| 10. | Snow Klahoma!                           | Hó-Klahoma!                       | Stephanie Arnett                   | Jim Martin és David Shayne                              | 2014. december 3.    | 2016. december 21. |
| 11. | Randy Cunningham's Day Off              |                                   | Stephanie Arnett                   | John O'Bryan és Jim Martin                              | 2015. március 16.    |                    |
| 11. | Bro-ing Down the House                  |                                   | Sean Petrilak                      | Russ McGarry                                            | 2015. március 16.    |                    |
| 12. | Living in Shooblivion!                  |                                   | Sean Petrilak                      | Jim Martin                                              | 2015. március 23.    |                    |
| 12. | McNinja - Brought to You by McFist      |                                   | Joshua Taback                      | Russ McGarry, Jed Ellinoff és Scott Thomas              | 2015. március 23.    |                    |
| 13. | Mastermind of Disastermind              |                                   | Joshua Taback                      | Jed Ellinoff, Scott Thomas, Jim Martin és Russ McGarry  | 2015. március 30.    |                    |
| 13. | The Brawn Also Rises                    |                                   | Stephanie Arnett                   | David Shayne                                            | 2015. március 30.    |                    |
| 14. | Debbie Meddle                           |                                   | Sean Petrilak                      | Hugh Webber                                             | 2015. április 6.     |                    |
| 14. | Apocalypse Now                          |                                   | Joshua Taback                      | Arthur Pielli                                           | 2015. április 6.     |                    |
| 15. | Rorg: A Hero of a Past                  |                                   | Stephanie Arnett                   | Jed Elinoff, Scott Thomas és Russ McGarry               | 2015. április 13.    |                    |
| 15. | Mort-al Combat                          |                                   | Sean Petrilak                      | Hugh Webber                                             | 2015. április 13.    |                    |
| 16. | Wonkin' For the Weekend                 |                                   | Joshua Taback                      | John O'Bryan, Jed Elinoff és Scott Thomas               | 2015. április 20.    |                    |
| 16. | Ninjafan                                |                                   | Stephanie Arnett                   | Hugh Webber, John O'Bryan és Arthur Pielli              | 2015. április 20.    |                    |
| 17. | When Howie Met Randy                    |                                   | Sean Petrilak                      | Jim Martin és David Shayne                              | 2015. április 27.    |                    |
| 17. | Bro Money Bro Problems                  |                                   | Joshua Taback                      | Matt Fleckenstein                                       | 2015. április 27.    |                    |
| 18. | The Three Mascot-teers                  |                                   | Stephanie Arnett                   | Jim Martin és John O'Bryan                              | 2015. május 11.      |                    |
| 18. | Escape From Scrap City                  |                                   | Sean Petrilak                      | Jim Martin                                              | 2015. május 11.      |                    |
| 19. | Space Cow-Bros                          |                                   | Josh Taback                        | Jim Martin és Hugh Webber                               | 2015. május 18.      |                    |
| 19. | The Fresh Principal of Norrisville High |                                   | Stephanie Arnett                   | John O'Bryan                                            | 2015. május 18.      |                    |
| 20. | The Prophecy of Hat Sword               |                                   | Sean Petrilak                      | Nick Confalone és David Shayne                          | 2015. június 1.      |                    |
| 20. | Fake Fight For Your Right to Party      |                                   | Josh Taback                        | Nick Confalone, Jim Martin, Jed Elinoff és Scott Thomas | 2015. június 1.      |                    |
| 21. | McCluckerbusters                        |                                   | Stephanie Arnett                   | John O'Bryan és Hugh Webber                             | 2015. június 8.      |                    |
| 21. | Let Them Eat Cake Fries                 |                                   | Sean Petrilak Russell Calabrese    | Jed Elinoff és Scott Thomas                             | 2015. június 8.      |                    |
| 22. | Club Ninja-dise                         |                                   | Joshua Taback                      | John O'Bryan és Hugh Webber                             | 2015. június 15.     |                    |
| 22. | To Smell and Back                       |                                   | Felipe Salazar                     | Jim Martin és Arthuer Pielli                            | 2015. június 15.     |                    |
| 23. | Big Trouble in Little Norrisville       |                                   | Sean Petrilak és Russell Calabrese | Nick Confalone, Arthuer Pielli és David Shayne          | 2015. június 22.     |                    |
| 23. | Winner Takes Ball                       |                                   | Joshua Taback                      | Nick Confalone                                          | 2015. június 22.     |                    |
| 24. | Ball's Well That Friends Well           |                                   | Stephanie Arnett                   | Jed Elinoff és Scott Thomas                             | 2015. július 27.     |                    |
| 24. | Ball's Well That Friends Well           | Russell Calabrese & Shaun Cashman |                                    | Jed Elinoff és Scott Thomas                             | 2015. július 27.     |                    |